# Правопис Смаль-Стоцького і Ґартнера

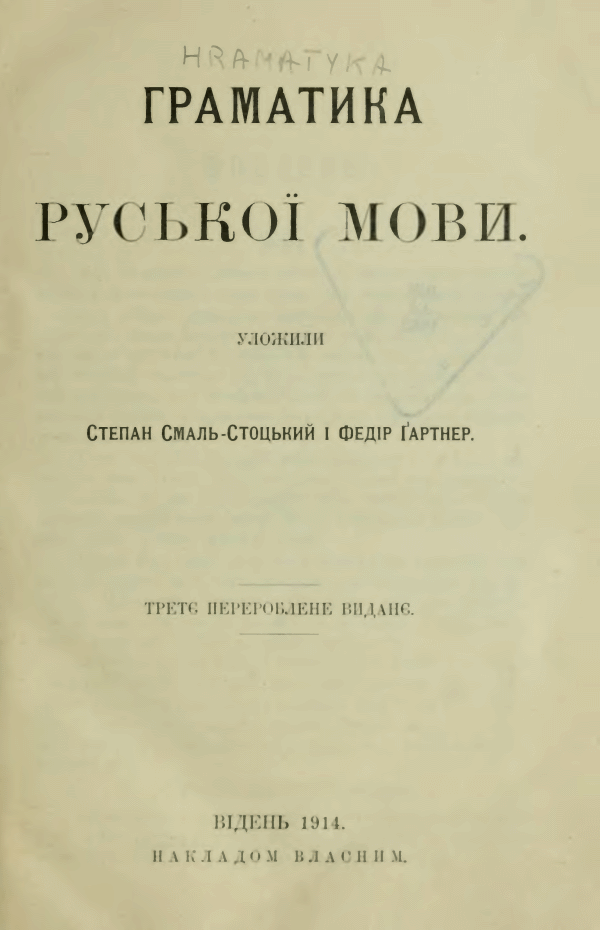
Сторінка «Граматики руської мови» С. Смаль-Стоцького і Т. Ґартнера (вид 3-тє, 1914)

Правопис Смаль-Стоцького і Ґартнера також Правопис Смаль-Стоцького та правопис науковий — український правопис створений на основі Желехівки професором Степаном Смаль-Стоцьким у співпраці з Теодором Ґартнером. Одним з основних новаторств правопису було те, що автори пристосували Желехівку також і для іноземних слів. У 1891 році під псевдонімом С. Нагнибіда Смаль-Стоцький опублікував опис своїх правописних засад у 16-сторінковій брошурі Про руську правопись. У 1893 році Смаль-Стоцький та Ґартнер видали Руську граматику, в якій було приведено усі фонетичні правила цього правопису в практиці.
Завдяки клопотанням авторів перед австрійським урядом «Руску граматику» 1893 року затверджено як офіційний підручник для шкіл Галичини й Буковини.
Новий правопис витіснив остаточно з ужитку етимологічний принцип. Властиво, що в цьому правописі, в порівнянні з желехівкою, нового було зовсім мало, а може навіть були кроки й убік; але важливе було те, що цей правопис здобув собі урядове затвердження. З цього часу фонетичний правопис узяв гору в Галичині. Ця перемога фонетики над етимологією в Галичині та Буковині, по семилітній впертій боротьбі, сталася головно тому, що за неї стояли й урядові чинники, бо їх Смаль-Стоцький та Ґартнер переконали в великій користі правописної реформи. Однак багато тогочасних українських учених у Чернівцях та Львові висловлювалися рішуче проти зміни до традиційного етимологічно правопису.
Показово, що найбільшим противником впровадження правопису Смаль-Стоцького і Ґартнера виступив тодішній найбільший іноземних недруг України Російська імперія: так російський уряд дипломатичною дорогою офіційно протестував проти зміни в українському правописі зініційованої Смаль-Стоцьким й Ґартнером з етимологічного на фонетичний правопис.

## Основні засади правопису
Абетка складається з 33 літер, як і сьогодні, зараховуючи літеру ґ; літера ь посідає останнє місце в абетці. Відрізняються назвою від теперішніх деякі літери: г -га (але ґ — ґе), й — ий, ь — їр.
Найхарактерніша ознака написаного цим правописом тексту є досить рясний вжиток літери ї, що відразу впадає в око.

### Вжиток літерїтаі
Різниця застосування літер ї та і ґрунтується на м'якій і твердій вимові звуків д, т, з, с, ц, л, н перед і. Якщо і постало з ѣ чи з е, тоді попередній приголосний з зазначеної групи сильно м'якшиться і в цім випадку пишеться ї: дїд, дїя, тїло, сїяти, сїчень, оцї, слїд, слїпий, стїна, лїд, нїс (від несу).
У тих випадках, коли і постає з о, або якщо відповідно до української фонетики приголосний не може бути м'яким, а лише трохи пом'якшеним (губні, глоткові, шиплячі та р), завжди пишеться і, а попередній приголосний вимовляється твердо: ніч (ночі), сіль (соли), діл (долу), стіл (стола), спосіб (способу), осіб (особа), ніг (нога), відірвати, відійти, дійти, бідність, гордість, милість, злість (від бідности, гордости, милости, злости).

### Вжиток йотованих і апострофа
Йотовані я, є, ї, ю по літерах д, т, з, с, ц, л, н м'якшать попередній звук, по літерах же б, п, в, ф, м означують йотацію йа, йе, йі, йу, при цім апостроф не пишеться, бо вважається за зайвий знак, оскільки м'яка вимова губних звуків в українській мові неможлива та помилкова.
За цим правилом пишеться: дядина, дїд, медведю, тягар, житє, тїло, житю, зятя, князю, ся, короля, лїд, нинї. Тут йотовані позначають м'якість попереднього звука.
В таких ось випадках йотовані позначають завжди два звуки: яйце, краєм, їсти, їв, Юрко (початок слова чи по голосній букві), а в словах пятий, імя, бєш, вїду, вюн, Стефюк апостроф уважається за непотрібне, бо, як вже зазначено, губні не можуть вимовлятися м'яко.
Апостроф вживається лише тоді, коли треба означити, що д, т, з, с, ц, л, н не м'якшаться: з'їсти, з'явив ся, від'їхати, ад'юнкт.

### Зазначення м'якості
М'якшення позначається літерою ь на кінці слів (будь, зять, князь, місяць, біль), перед о (мальований, пятьох, сього, сьому, всього), а також перед іншим твердим приголосним (будьмо, батько, возьми, вельми, киньте, сьвіт, цьвіт). В словах як сьвятий, сьвіт, цьвіт — позначений літерою в звук [ʋ] завжди твердий. Натомість перед м'якими приголосними м'якість попереднього не означується жодним чином: кість, мисль, боязнь, шість; кістьми, шістьох.
Прикметникові наростки (суфікси) -ск-, -цк- не м'якшаться: руский, шведский, Головацкий, французкий.

### Правопис іноземних слів
1. На́росток –ій пи́шеть ся в чужи́х імена́х осі́б по всї́х приголосних –ій.
2. Церковнословя́нський на́росток –іє пи́шемо в приня́тих з церко́вної мо́ви слова́х завсї́ди –іє.
3. І на́росток -ія пи́шуть вже по всї́х приголосних –ія, ті́лько по л, н – їя.
Одна́к в шко́лї придержують ся пи́саню се́го на́ростка, а та́кже і на́ростків –ій і –іє пра́вила, що по́дане під 4. для всїх про́чих чужи́х на́ростків.
4. Зву́к і в чужи́х на́ростках –ік, -іка, -іст, -ізм, а відта́к в на́ростках –ійний, -ійський, -ічний і т. д. пи́шеть ся:
а) завсї́ди і по п, б, в, м, ф; к, ґ, х і по голосівка́х;
б) завсї́ди ї по л, н;
в) по приголосних д, т, з, с, ц, ж, ш, ч, р звук і перейшо́в в вимо́ві на и і длято́го пи́шемо в таки́х ра́зах и. 
А́ле тре́ба писа́ти: като́лик, католи́цький, євангели́ст, ака́фист, пу́блика (в значі́ню лю́ди), публи́чний.
5. Тре́ба писа́ти завсї́ди: анти-, архи-.
6. Голосі́вку і в середи́нї чужи́х слів передає́мо в украї́нській мо́ві а́бо через і, а́бо через ї, а́бо через и – зо́всїм пі́сля то́го само́го пра́вила, яке́ по́дане в то́чцї 4-ій. Лише́ коли́ по ї наступа́є в чужи́х мо́вах голосі́вка, в такім ра́зї се і нїко́ли не змі́нюєть ся у нас на и.
7. Чужі́ імена́ вла́сні і на́зви чужи́х краї́в, міст, гір, рік, о́зер і т. д., з яки́ми Русини́ особли́во через бі́блїю, да́вні лїто́писи, церко́вно-словя́нський календа́р, яки́й панува́в і до́си ще пану́є на Ру́си, і через шко́лу познакоми́ли ся, а так са́мо імена́ словя́нські, пи́шемо бу́ква за бу́квою так, як вони́ у нас звича́йно вимовля́ють ся.
В сполу́ченю з насту́пним о пи́шемо лиш і (не ї), так са́мо, коли перед і стої́ть яка́сь голосі́вка. 

## Видання «Рускої граматики»
Граматика Смаль-Стоцького підготовлена у співавторстві з Теодором Ґартнером вийшла 4-ма різними виданнями: 1-е видання «Руска граматика» 1893; 2-е видання «Руска граматика» 1907; 3-є видання «Граматика руської мови» 1914; 4-е видання «Граматика української (руської) мови» 1928.
- (перше видання, 1893, Львів) Смаль-Стоцький, Степан; Ґартнер, Федір (1893). Руска граматика (вид. 1). Львів: Друкарня наукового товариствва імені Шевченка. 175 стор.

- (друге видання, 1907, Львів) Смаль-Стоцький, Степан; Ґартнер, Федір (1907). Руска граматика (вид. 2). Львів: Друкарня наукового товариствва імені Шевченка. 246 стор.

- (третє видання, 1914, Відень) Смаль-Стоцький, Степан; Ґартнер, Федір (1914). Граматика Руської мови (PDF) (вид. 3). Відень: Ц. і к. придворна і унїверситетська друкарня Адольфа Гользгавзена. 202 стор. (Альтернативні посилання: , .)

- (третє видання, 1919, Вінніпеґ) Стоцкий, Степан; Ґартнер, Теодор (1919). Українська граматика (вид. 3). Вінніпеґ: Накладом Руської Книгарні. 242 стор. (Альтернативні посилання: , , .)

- (четверте видання, 1928, Львів) Смаль-Стоцький, Степан; Ґартнер, Федір (1928). Граматика української (руської) мови (вид. 4). Львів: Накладом державного видавництва шкільних книжок. 209 стор.

### Іншомовні видання
Видання без співавтора
- (німецьке видання, 1913) von Smal-Stockyj, Stephan (1913). Ruthenische Grammatik. Sammlung Göschen. Berlin; Leipzig: G. J. Göschen`sche Verlagshandlung G. m. b. H. 139 p.

Видання зі співавтором
- (видання німецькою мовою, 1913) von Smal-Stockyj, Stephan; Gartner, Theodor (1913). Grammatik der ruthenischen (ukraïnischen) Sprache. Wien: Buchhandlung der Szewczenko-Gesellschaft der Wissenschaften in Lemberg. 578 p. (Альтернативні посилання: )